# Кутижма (посёлок)
Ку́тижма (карел. Kutižma, Kutižmu) — посёлок в составе Чалнинского сельского поселения в Пряжинском национальном муниципальном районе Республики Карелия.

## Общие сведения
Расположен на автодороге Петрозаводск-Суоярви. Вблизи располагается железнодорожная станция Кутижма Октябрьской железной дороги Петрозаводск-Суоярви.
Через посёлок протекает река Кутижма, вблизи находятся небольшие лесные озёра — Ляпозеро и Чапайлампи.

## Памятники природы
В окрестностях посёлка находится государственный болотный заказник «Болото Чувной-суо» — особо охраняемая природная территория, эталонная для Южной Карелии болотная система.

## Население

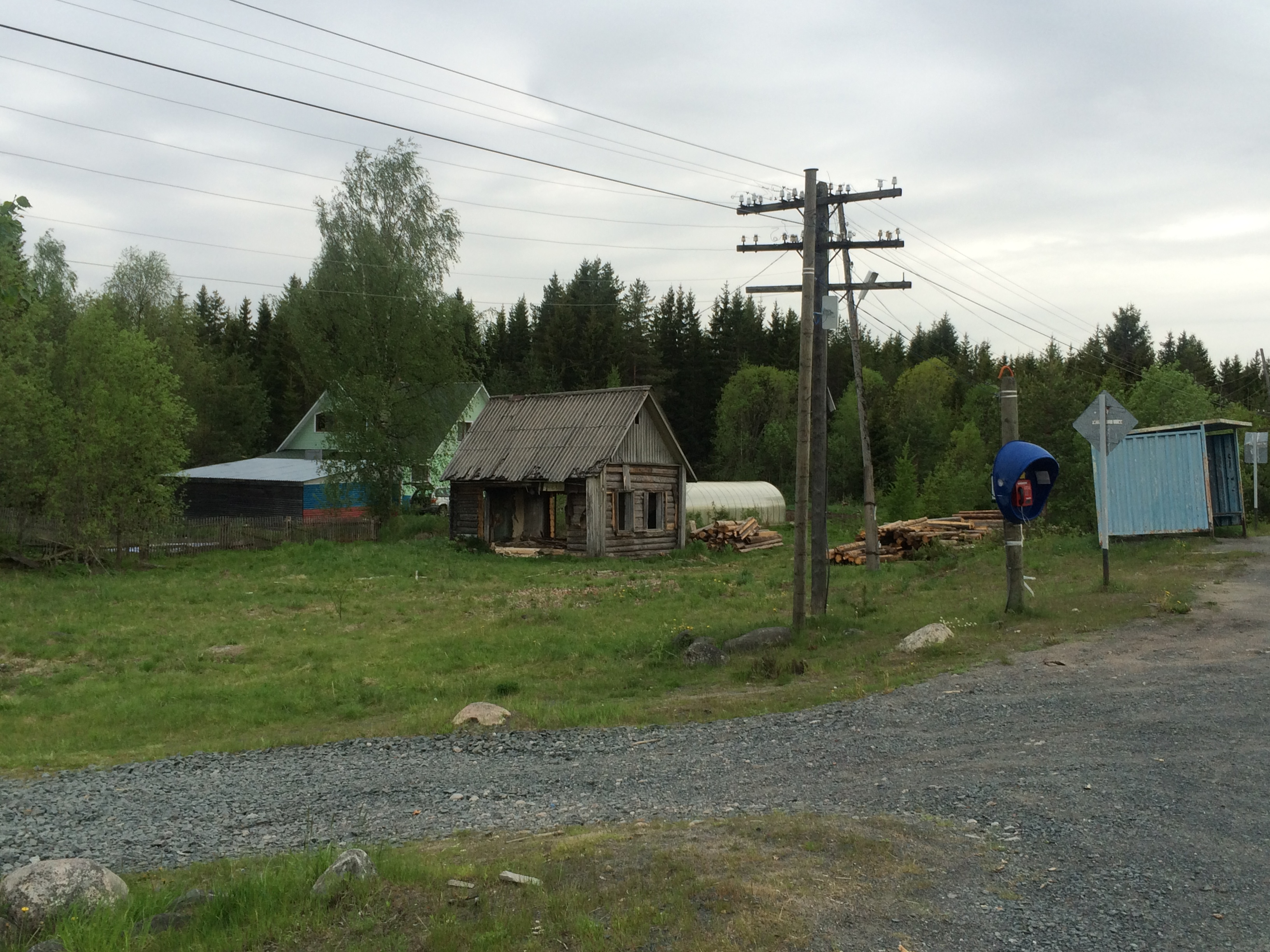
Центр посёлка

| 2002 | 2009 | 2010 | 2013 |
| ---- | ---- | ---- | ---- |
| 143  | ↘127 | ↘95  | ↘89  |

## Улицы
- ул. Берёзовая
- ул. Ветеранов
- ул. Кедровая
- ул. Радужная
- ул. Калиновая
- ул. Грибная
- ул. Малиновая
- ул. Солнечная
- ул. Родниковая
- ул. Цветочная
- ул. Родниковая
- ул. Звёздная
- ул. Рябиновая